# Cratere Alupka
Alupka è un cratere sulla superficie di Gaspra.